# Житомирская кондитерская фабрика
Житомирская кондитерская фабрика (укр. Житомирська кондитерська фабрика) — предприятие пищевой промышленности в Житомире.

## История

### 1944—1991
Предприятие создано 11 мая 1944 года, первой продукцией стали галеты, печенье и пряники.
В 1940-е годы освоено производство карамельных конфет «Мятная», «Дюшес» и «Барбарис», в 1950-е годы — конфеты «Старт», «Школьные», сахарное печенье «Шахматное» и «Молочное».
В 1960-х — 1970-х годах фабрика производила конфеты «Ласточка», «Птичье молоко», «Грильяж», «Метеорит», «Мальчиш-Кибальчиш».
В 1980-е годы основной продукцией предприятия являлись конфеты «Белочка» и вафли «Артек».
В советское время кондитерская фабрика входила в число ведущих предприятий города.

### После 1991
После провозглашения независимости Украины, в 1993 году государственное предприятие было приватизировано и в дальнейшем преобразовано в акционерное общество.
В 1990-е годы фабрика освоила выпуск конфет «Бабушкины сказки».
В 2010 году ассортимент выпускаемой продукции был обновлён — фабрика первой на территории Украины начала в промышленных масштабах выпускать неглазированную нугу — в виде конфет под названием «Richwell Italian». Всего в 2010 году фабрика выпустила продукции на 874 513 тыс. гривен
В сентябре 2011 года ЗАО «Житомирские ласощи» было преобразовано в общество с дополнительной ответственностью.
В 2012 году было освоено производство молочного ириса типа «фадж» (под наименованием «Молочная крынка»).
В октябре 2012 произведённые фабрикой конфеты «Richwell Italian» с миндалём получили награду на 13-м дегустационном конкурсе «Сладкий Триумф 2012», который проходил в рамках специализированной выставки кондитерской и хлебопекарной промышленности «Sweets & Bakery Ukraine».
В декабре 2012 года часть выпускаемой продукции получила сертификат халяль.
26 декабря 2012 года в Киеве была открыта фирменная кондитерская-магазин «Dôma».
По состоянию на 2013 год, на фабрике действовали 7 цехов и 28 производственных линий, производственные мощности обеспечивали возможность изготовления 80 тыс. тонн кондитерской продукции в год, общая численность работников предприятия составляла 1800 человек. Торговая сеть состояла из 14 фирменных магазинов. В 2013 году фабрика изготовила 4,37 % от общего объёма кондитерских изделий, изготовленных на Украине и реализовала продукции на сумму свыше 930 млн гривен (при этом свыше 35 % изготовленной продукции было поставлено на экспорт). В течение 2013 года на предприятии была установлена голландская автоматизированная производственная линия по выпуску конфет, в ноябре 2013 года — представлены новые образцы кондитерских изделий с добавлением экстракта стевии (выпуск которых был освоен в феврале 2014 года под торговой маркой «Stevix»).
После введения в эксплуатацию вертикального упаковочного аппарата производства ФРГ в феврале 2014 года фабрика начала выпуск конфет в упаковке типа «stabilo bag» (пакет с уплотненными боковыми складками) емкостью 165—200 грамм.
В июне 2014 года фабрика начала выпуск сладостей для детей от 3 лет (линейка «Маша и Медведь»).
В мае 2015 года на предприятии начался выпуск кондитерских изделий для корпорации «Ашан».

## Попытки рейдерского захвата
27 ноября 2015 года Общество с дополнительной ответственностью «ЖЛ» (ранее — ЗАО «Житомирські ласощі») заявило о готовящемся рейдерском захвате предприятия. Член наблюдательного совета компании Денис Долинский заявил: «Нардеп Сергей Пашинский и его компаньон Сергей Тищенко готовят попытку рейдерского захвата Житомирской кондитерской фабрики. Получено соответствующее незаконное судебное решение судьи Тернопольского окружного административного суда Ходачкевич Н. И. Это уже не первая попытка Пашинского захватить фабрику». Компания обратилась к властям с просьбой помочь разобраться в ситуации. Через три дня, 30 ноября, к фабрике подъехали автобусы с так называемыми «титушками» — группой из 200 спортивных людей, перед которыми была поставлена задача силовым путём захватить предприятие. По данному факту Национальное антикоррупционное бюро Украины начало расследование.
В ночь на 5 января 2016 года полиция задержала 134 человека, которые устроили рядом с предприятием массовую драку с выстрелами. В этой попытке рейдерского захвата президент компании Игорь Бойко также обвинил Пашинского и Сергея Тищенко.
В руководстве «ЖЛ» заявили, что «Житомирским ласощам» Юрия Лещинского принадлежало старое оборудование завода, в то время как все права на товарные знаки находятся в собственности у Игоря Бойко. В декабре 2017 года Бойко был арестован, избит конвоирами в зале суда и попал в больницу.
"Во время рейдерского захвата «Житомирских ласощей» за людьми, которые контролировали фабрику — Гамов, Лущик и Мельник, следили 24 часа в сутки, им угрожали, — заявил на пресс-конференции Юрий Лещинский по Cкайпу.
Руководитель Антирейдерского союз предпринимателей Украины Андрей Семидидько сообщил, что Лещинский сейчас проживает в США и не может вернуться в Украину, так как против него возбуждены уголовные дела.

## Современное состояние
Фабрика входит в пятёрку лидеров кондитерского рынка Украины. Является одним из крупнейших налогоплательщиков в Житомирской области.
«Житомирские ласощи» производит широкий ассортимент кондитерских изделий (конфеты в коробках, шоколадные батончики, глазированные и неглазированные конфеты, шоколадные конфеты-снеки, шоколадно-вафельные конфеты, печенье, вафли, фадж), а также постной и диетической продукции (зерновые батончики, йогуртово-зерновые десерты и продукция без сахара).
Дистрибуция ЗАО «Житомирские ласощи» на Украине насчитывает 25 партнеров-дистрибьюторов и 4 торговых дома в Киеве, Житомире, Днепропетровске и Симферополе. Продукция «Житомирские ласощи» экспортируется в 26 стран мира. Среди них страны СНГ, страны EC, страны Ближнего Востока, США, Китай, Новая Зеландия и др.